# Historia del movimiento pacifista alemán hasta 1945

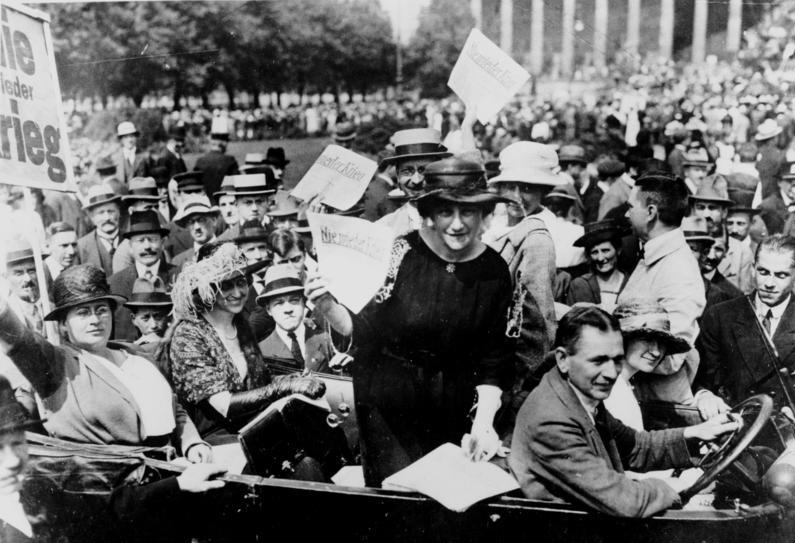
Manifestación pacifista en el Lustgarten de Berlín en 1921.

El movimiento pacifista alemán surgió en el siglo XIX en una época en que la guerra comienza a ser condenada moralmente. Influenciado por ideas religiosas procedentes de Estados Unidos, no logró establecerse sino hasta fines de siglo con la difusión de la obra de Hodgson Pratt y nació verdaderamente en 1892 con la creación de la Deutsche Friedensgesellschaft por los futuros Premios Nobel de la Paz Bertha von Suttner y Alfred Hermann Fried. No obstante, el movimiento tuvo muchas dificultades para imponerse en la sociedad alemana a causa del militarismo de esta y a su profundo desinterés respecto a las ideas pacifistas, pero también debido a la confusión reinante al interior del movimiento pacifista que no logró fundarse como un movimiento unitario.
A nivel internacional, el pacifismo alemán permaneció aislado por mucho tiempo y las relaciones franco-alemanas, profundamente deterioradas después de la Guerra Franco-Prusiana de 1870, impidieron que el pacifismo progresara de manera sostenida. Después de haber adoptado una actitud de bloqueo en las dos conferencias de La Haya de 1899 y de 1907, el movimiento pacifista alemán comenzó a obtener cierto éxito con la organización de conferencias interparlamentarias en Basilea y Berna; sin embargo, su obra fue socavada por el estallido de la Primera Guerra Mundial. Como reflejo de la división existente dentro del movimiento, las reacciones de los pacifistas alemanes con respecto a la guerra fueron muy diversas. El conflicto permitió eliminar las posiciones ambiguas de algunos y, tras una guerra que paralizó el pacifismo internacional, el movimiento pacifista alemán se volvió cada vez más politizado. En él, se oponían dos alas opuestas: una moderada que defendía el statu quo y otra radical que apoyaba la democratización de Alemania.
En 1918, los pacifistas alemanes, en su mayor parte profundamente decepcionados por la actitud y las vejaciones de los Aliados (como la que representó el Tratado de Versalles), debieron enfrentarse a la cuestión de la culpabilidad alemana. Algunos, como Wilhelm Foerster, hicieron un mea culpa, mientras que otros se negaron a considerarse culpables y abogaron, más bien, por una responsabilidad compartida por todos. Alemania debía recuperar el rango político y diplomático que había perdido y debía romper su aislamiento en el plano europeo. La revisión del tratado se convirtió en un asunto primordial y en uno de los medios para lograrlo fue la integración de la Sociedad de Naciones. Una vez que este objetivo fue alcanzado, el movimiento pacifista se ensombrece; en particular, la llegada al poder de Hitler en 1933 firmó su final y no renacería sino hasta después de 1945.

## Orígenes

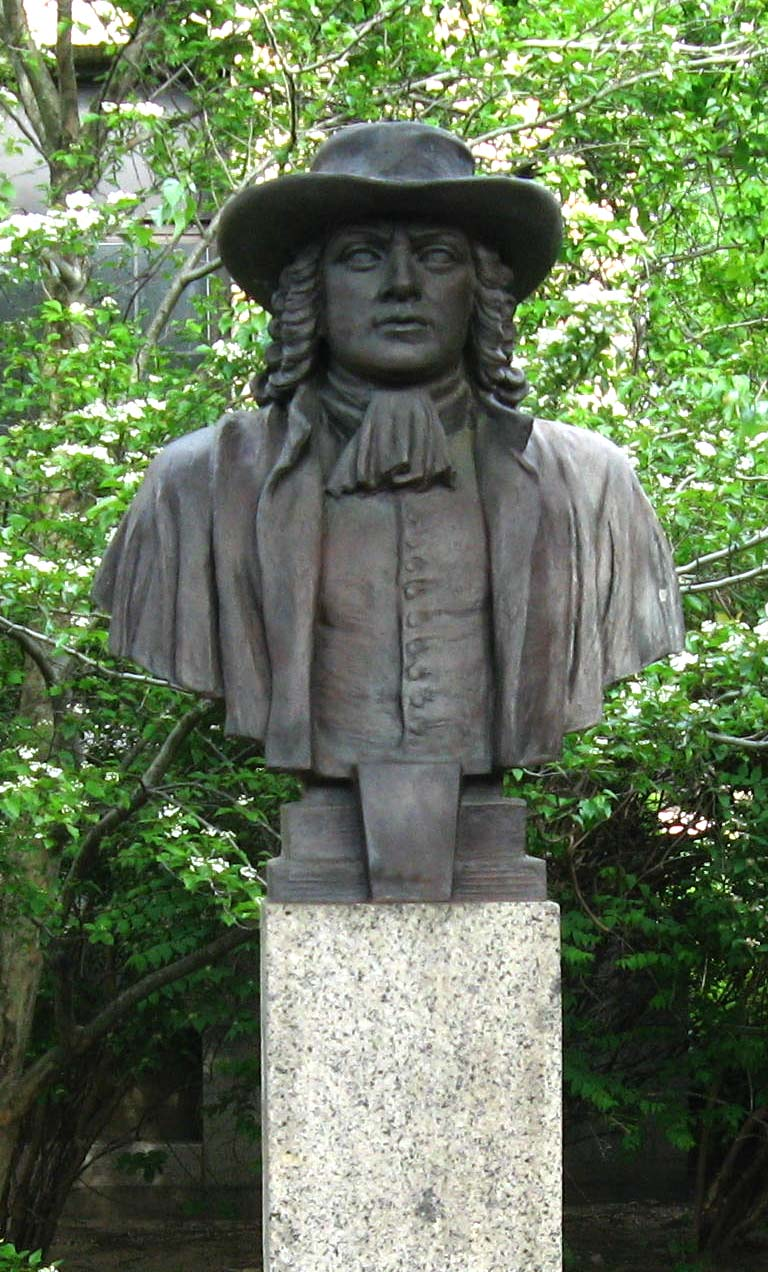
Busto de William Penn. Los cuáqueros desempeñaron un papel fundamental en el movimiento pacifista.

El movimiento pacifista tiene sus raíces en los Estados Unidos, en particular, después de guerras como la de 1812. La guerra es entonces considerada como ruinosa y contraria a los principios de la Ilustración por la burguesía representada por los comerciantes, los pastores o los funcionarios. En 1814, el pastor estadounidense Noah Worcester publicó en Boston un textó titulado Solemn review of custom war (Solemne revisión de la costumbre de la guerra) que es el detonante de la fundación de una serie de sociedad pacifista en suelo estadounidense, tales como la Massachusetts Peace Society, fundada y presidida por él mismo ese mismo año, la New York Peace Society, fundada el año siguiente por David Low Dodge o la Ohio Peace Society, fundada por los cuáqueros. Worcester, que rechazaba la idea de una guerra deseada por Dios, abogaba por una liga de naciones y por una corte de justicia internacional. Se da entonces una labor de popularización de los escritos que promovían la paz, como aquellos de Kant o de William Penn. En 1828, las diferentes sociedades de paz estadounidense se reunieron para formar la American Peace Society por iniciativa de William Ladd.

### Pacifismo en general
- Bariéty, Jacques y Antoine Fleury (1987). Mouvements et initiatives de paix dans la politique internationale 1867-1928. Berna: Peter Lang. ISBN 3261036621
- Cooper, Sandi E. (1991). Patriotic Pacifism: Waging War on War in Europe, 1815-1914, Oxford University Press. ISBN 0195057155
- Grossi, Verdiana (1994). Le Pacifisme européen, 1889-1914. Bruselas: Bruylant. ISBN 2802708708
- Grossi, Verdiana (1988). "Une paix difficile: le mouvement pacifiste international pendant l'entre-deux-guerres", Relations internationales, 53: 23-35.
- Holl, Karl (1993). "Les pacifistes allemands des années 20 et 30 : l’expérience de l’internationalisme démocrate, l’expérience de l’exil". En: Vaïsse, M., (dir.), Le pacifisme en Europe des années 1920 aux années 1950. Bruselas: Bruylant.

### Pacifismo alemán
- Benz, Wolfgang, ed. (1988), Pazifismus in Deutschland, Dokumente zur Friedensbewegung 1890-1939. Fráncfort del Meno: Fischer.
- Donat, Helmut y Karl Holl (1983). Die Friedensbewegung. Organisierter Pazifismus in Deutschland, Österreich und in der Schweiz. Dusseldorf: Hermes Handlexikon. ISBN 3612100246
- Holl, Karl (1988). Pazifismus in Deutschland. Fráncfort del Meno: Suhrkamp. ISBN 3518115332
- Holl, Karl y Wolfram Wette, eds. (1981). Pazifismus in der Weimarer Republik. Schöningh: Paderborn. ISBN 3506774573
- Lorrain, Sophie (1999). Des pacifistes français et allemands pionniers de l'entente franco-allemande 1870-1925. París: L'Harmattan. ISBN 2738481299
- Quidde, Ludwig; Karl Holl y Helmut Donat, eds. (1979). Der deutsche Pazifismus während des Weltkrieges 1914-1918,  Boppard am Rhein: Boldt. ISBN 3764616474
- Riesenberger, Dieter (1985). Geschichte der Fridensbewegung in Deutschland. Von den Anfängen bis 1933. Gotinga: Vandenhoeck & Ruprecht. ISBN 3525013329
- Scheer, Friedrich-Karl (1983). Die Deutsche Friedensgesellschaft (1892-1933): Organisation, Ideologie, politische Ziele: ein Beitrag zur Geschichte des Pazifismus in Deutschland. Fráncfort del Meno: Haag & Herchen. ISBN 3881290729

- Datos: Q16659591